# هیو هربرت
هیو هربرت (انگلیسی: Hugh Herbert؛ ‏ ۱۰ اوت ۱۸۸۷ – ۱۲ مارس ۱۹۵۲) بازیگر اهل ایالات متحده آمریکا بود.
از فیلم‌ها یا برنامه‌های تلویزیونی که وی در آن نقش داشته‌است، می‌توان به جشن فوتلایت، پاهای میلیون دلاری و به‌طور کامل اشاره کرد.